# Lamprempis truncatus
Lamprempis truncatus är en tvåvingeart som beskrevs av Smith 1962. Lamprempis truncatus ingår i släktet Lamprempis och familjen dansflugor. Inga underarter finns listade i Catalogue of Life.